# Diário de Notícias
Diário de Notícias (DN) ['djarju də nu'tisjɐʃ] (portugiesisch Tagesnachrichten) ist eine portugiesische Wochenzeitung. Sie wurde durch Tomás Quintino Antunes und Eduardo Coelho am 29. Dezember 1864 in Lissabon gegründet und ist eine der traditionsreichsten und bedeutendsten Blätter des Landes. Seit 2019 produziert die liberalkonservativ orientierte Zeitung nur noch samstags eine Printausgabe, die als Beilage von Dinheiro Vivo erscheint. Die täglichen Nachrichtenausgabe werden online als teilweise kostenpflichtige Beiträge zur Verfügung gestellt.
Hauptsitz der Zeitung ist an der Avenida da Liberdade in Lissabon; sie gehört dem Medienunternehmen Global Media Group.

## Geschichte
Diário de Notícias stieg schnell nach seiner Gründung zum Massenblatt auf. Während der fast 50-jährigen Diktatur von 1926 bis 1974 galt die Zeitung als inoffizielle Sprachrohr des Regimes. Nach der Nelkenrevolution im April 1974 wurde die Zeitung verstaatlicht und war lange Zeit prokommunistisch eingestellt. Das änderte sich mit ihrer Reprivatisierung 1991.
Die Auflage der Zeitung nimmt seit vielen Jahren beständig ab. Früher war sie das Paradepferd der portugiesischen politischen Zeitungen, ist jedoch inzwischen vom Público und der Wochenzeitung Expresso abgelöst worden. Im Jahr 2009 schwankte die tägliche Auflage des DN im Durchschnitt zwischen 57.000 und 61.000 Stück. Seither ist die Auflage stark rückläufig und betrug knapp 34.000 Stück im ersten Halbjahr 2011. Ende 2014 fiel die Auflage weiter auf 28.600 pro Tag.
Seit der Gründung des Diário de Notícias haben verschiedene portugiesische Persönlichkeiten mitgearbeitet. Darunter beispielsweise Eça de Queiroz, der in den 1870er Jahren während seines Konsulats die „Londoner Briefe“ in der Zeitung veröffentlichte, die er später unter dem Namen Cartas de Inglaterra, Briefe aus England, herausgab. Der Vater des bekannten portugiesischen Poeten und Autors Fernando Pessoa, Joaquim de Seabra Pessoa, arbeitete als Musikkritiker für die Zeitung. Auch José Saramago, portugiesischer Literaturnobelpreisträger, war bereits in der Redaktion des Diário de Notícias vertreten.